# طراحی سامانه‌ها
طراحی سامانه‌ها (انگلیسی: Systems design) یا طراحی سیستم‌ها، فرایندی جهت تعریف معماری سیستم، ماژول‌ها، رابط‌ها و داده‌ها در یک سامانه، در راستای دستیابی به حداقل نیازمندی‌های لازم برای آن سیستم می‌باشد. کاربرد طراحی سیستم‌ها در زمینه‌های طراحی نرم‌افزار، تحلیل سیستم‌ها، معماری سیستم‌ها، توسعه سیستم‌ها، طراحی خودکارسازی الکترونیکی و مهندسی سیستم‌ها می‌باشد.